# Etničke grupe Svete Helene
Etničke grupe Svete Helene; 7,000 stanovnika (UN Country Population; 2008) dva naroda.
- Britanci, 70, govore engleski
- Svetohelenci (lokalno sebe nazivaju "Saints";[2] službeno Saint Helenians), 6,900, u jednoj zemlji. Govore engleski.